# Кончаки (Киевская область)
Кончаки (укр. Кончаки) — село, входит в Фастовский район Киевской области Украины.
Население по переписи 2001 года составляло 74 человека. Почтовый индекс — 08514. Телефонный код — 4565. Занимает площадь 0,22 км². Код КОАТУУ — 3224985703.

## Местный совет
08513, Київська обл., Фастівський р-н, с.Пришивальня, вул.Леніна,3